# George Bowering
George Bowering, OC, OBC (* 1. Dezember 1935 in Penticton, British Columbia) ist ein kanadischer Schriftsteller, Dichter, Literaturkritiker, Hochschullehrer und Historiker. Im Jahre 2002 wurde er zum „Parliamentary Poet Laureate“ ernannt.

## Leben
George Bowering wurde in Penticton, British Columbia, als Sohn der Eheleute Ewart Bowering und Pearl Brinson Bowering geboren und wuchs in der Nähe der Stadt Oliver auf, wo sein Vater als Chemielehrer an der örtlichen High School arbeitete.
Seinen Militärdienst leistete er 1954 bis 1957 als Fotograf bei der Royal Canadian Air Force ab.
Er besuchte das Victoria College und studierte Englische Literatur an der University of British Columbia sowie der University of Western Ontario. Seinen B.A. als Historiker und den M.A. als Literaturwissenschaftler erreichte er an der UBC 1963.
Bowering ist der bekannteste Schriftsteller einer Gruppe junger Dichter, inklusive Frank Davey, Fred Wah, Daphne Marlatt, Jamie Reid und David Dawson, die während der 1950er Jahre zusammen an der University of British Columbia zusammen studierten und sowohl in der Literaturtheorie als auch in der Lyrik neue Methoden ausprobierten.
Hatte die ostkanadische Literatur Ende der 50er Jahre, Anfang der 60er Jahre einen regelrecht aggressiven antiamerikanischen Unterton angenommen, so nahm diese experimentelle Gruppe von Lyrikern an der Westküste Kanadas in vollem Bewusstsein US-amerikanische Einflüsse auf. Diese Gruppe gründete damals das für Nordamerika stilbildende Avantgarde-Lyrik-Magazine TISH, das in Form eines Newsletters vertrieben wurde. In der Folge der nordamerikanischen „Black Mountain Poets“ am Black Mountain College in North Carolina wie Robert Creely, Robert Duncan und Charles Olson lehnten sie „konventionellen Formalismus und eine elitäre Bildungstradition zugunsten von Schlichtheit, Mündlichkeit und sprachspielerischer Schlichtheit ab.“
Diese freiere lyrische Sprache der „West Coast Poets“ machten sich in den folgenden Jahren völlig unterschiedliche Autorengruppierungen zunutze: Prosaschriftsteller der „mythopoetischen“ Richtung wie Margaret Atwood (The Circle Game, 1966) oder Michael Ondaatje (The Collected Works of Billy the Kid, 1970) und Robert Kroetsch (Seed Catalogue, 1977), experimentelle Dichter wie Douglas Babour, Bill Bissett, b.p. Nichol und Stephen Scobie. Fred Cogswell, Alden Nowlan und Al Purdy entwickelten aus den Grundlagen eine eher umgangssprachliche, regionalen Wurzeln verbundene Form der Lyrik.
Von 1963 bis 1966 dozierte er an der University of Calgary, die nächsten zwei Jahre an der Sir George Williams University und danach an der Simon Fraser University. Als Gastdozent weilte er an verschiedenen Universitäten in Kanada und den Vereinigten Staaten sowie in Rom, Berlin und Aarhus.
Bowering lebt in Vancouver, British Columbia und ist emeritierter Professor für Englische Literatur an der Simon Fraser University, wo er über 30 Jahre lang doziert hat.
Obwohl er niemals als Angehöriger einer bestimmten Kirche schrieb, hat er sich selbst ironisch als „baptistischer Agnostiker“ beschrieben.
2002 bestimmte ihn das kanadische Parlement zum ersten Canadian Parliamentary Poet Laureate. Im selben Jahr wurde er zum Officer des Order of Canada ernannt. 2004 würdigte man ihn mit der Aufnahme in den Order of British Columbia.
Als der indische Dichter Malay Roy Choudhury in Kalkutta, Indien inhaftiert wurde, organisierte George Bowering eine Spezialausgabe des Literaturmagazins Imago, um den indischen Kollegen bei seinem Prozess zu unterstützen.
Bowering fungierte 2008 als einer der Juroren des Griffin Poetry Prize. 2011 erhielt George Bowering den zu den BC Book Prizes gehörenden Lieutenant Governor’s Award for Literary Excellence.

## Rezeption
Der literarisch recht produktive Bowering hat rund 90 Bücher verfasst, wobei er neben der oben bereits angedeuteten Bedeutung die Begriffe „serial poem“ und „serial novel“ geprägt hat – letzteren seit seiner Trilogie Autobiology (1972), Curious (1973) und A Short Sad Book (1977). Ironische Stilbrüche finden sich häufig in seinen Werken. In Caprice (1987) kehrt er das für einen amerikanischen Western typische Ende um. An Stelle des männlichen Helden, der am Ende des Romans in Richtung Westen reitet, ließ Bowering eine Frau gen Osten ziehen. Seine Romane haben mit jenen Kroetschs, Susan Swans, Robertson Davies und Gwendolyn MacEwens es geschafft, „die Geschichte und Identität einer als mythenlos wahrgenommen Nation (…)zu erfinden.“

## Werk
Fiction
- Mirror on the Floor. 1967
- A Short Sad Book. 1977
- Burning Water. 1980 (Governor General’s Award for Fiction)
- Caprice. 1988, 2010
- Harry’s Fragments. 1990
- Shoot!. 1994, 2008
- Parents from Space. 1994
- Piccolo Mondo. 1998 (zusammen mit Angela Bowering, Michael Matthews & David Bromige)
- Diamondback Dog. 1998
- Pinboy. Toronto, Cormorant, 2010.

Short Fiction
- Autobiology. 1972
- Fiddler’s Night. 1973
- Flycatcher and Other Stories. 1974
- Concentric Circles. 1977
- Protective Footwear. 1978
- A Place to Die. 1983
  - Einzelerz., Übers. Elfi Schneidenbach: Eine Kurzgeschichte, in Kolumbus und die Riesendame. Kurzgeschichten aus Kanada. Aufbau AtV, Berlin 1992, S. 281 – 293 (A Short Story)[8]
- The Rain Barrel. 1994
- Standing on Richards. 2004
- The Box. 2009

Gedichte, Langform
- Baseball. Toronto, Coach House Press, 1967, 2003
- Sitting in Mexico. Calgary, Beaver Kosmos, 1970
- George, Vancouver. Kitchener, Weed/Flower, 1970
- Geneve Toronto, Coach House, 1971
- Autobiology. Vancouver, New Star, 1972. Vancouver, Pooka, 2006
- Curious. Toronto, Coach House, 1973
- At War With the U.S.. Vancouver, Talon, 1974
- Allophanes. Toronto, Coach House, 1976
- Ear Reach. Vancouver, Alcuin, 1982
- Kerrisdale Elegies. Toronto, Coach House, 1984. Vancouver, Pooka Press, 2008
  - Vancouver, Talonbooks, 2008
- Elegie di Kerrisdale. Rome, Edizioni Empiria. Transl. Annalisa Goldoni. 1996
- His Life: a poem. Toronto, ECW Press, 2000

Gedichtanthologien
- Sticks & Stones. Vancouver, Tishbooks, 1963
- Points on the Grid. Toronto, Contact Press, 1964
- The Man in Yellow Boots / El hombre de las botas amarillas. Mexico,
  - Ediciones El Corno, 1965
- The Silver Wire. Kingston, Quarry Press, 1966
- Rocky Mountain Foot. Toronto, M&S, 1969
- The Gangs of Kosmos. Toronto, House of Anansi, 1969
- Touch: selected poems 1960–1969. Toronto, M&S, 1971
- In the Flesh. Toronto, M&S, 1974
- The Catch. Toronto, M&S, 1976
- Poem & Other Baseballs. Windsor, Black Moss, 1976
- The Concrete Island. Montreal, Vehicule Press, 1977
- Another Mouth. Toronto, M&S, 1979
- Particular Accidents: selected poems. Vancouver, Talon, 1981
- West Window: selected poetry. Toronto, General, 1982
- Smoking Mirror. Edmonton, Longspoon, 1982
- Seventy-One Poems for People. Red Deer, RDC Press, 1985
- Delayed Mercy & other poems. Toronto, Coach House, 1986
- Sticks & Stones. Vancouver, Talonbooks, 1989
- Urban Snow. Vancouver, Talonbooks, 1992
- George Bowering Selected: Poems 1961–1992. Toronto, McClelland & Stewart, 1993
- Blonds on Bikes. Vancouver, Talonbooks, 1997
- Poémes et autres baseballs. Montreal. Tryptique, 1999 (collaboration)
- Changing on the Fly. Vancouver, Polestar, 2004
- Vermeer’s Light: Poems 1996–2006. Vancouver, Talonbooks, 2006, 2007
- Kerrisdale Elegies 2nd Edition; Vancouver, Talonbooks, 2008
- My Darling Nellie Gray Vancouver, Talonbooks, 2010

Literaturkritische Schriften
- Al Purdy. Toronto, Copp Clark, 1970
- Robert Duncan: an Interview. Toronto, Coach House/Beaver Kosmos, 1971
- Three Vancouver Writers. Toronto, Open Letter/Coach House, 1979
- A Way With Words. Ottawa, Oberon, 1982
- The Mask in Place. Winnipeg, Turnstone Press, 1983
- Craft Slices. Ottawa, Oberon, 1985
- Errata. Red Deer, RDC Press, 1988
- Imaginary Hand. Edmonton, NeWest Press, 1988
- Left Hook. Vancouver, Raincoast Books, 2005

Chapbooks
- How I Hear Howl. Montreal, Beaver Kosmos, 1967
- Two Police Poems. Vancouver, Talon, 1969
- The Sensible. Toronto, Massasauga, 1972
- Layers 1–13. Kitchener, Weed/Flower, 1973
- In Answer. Vancouver, William Hoffer, 1977
- Uncle Louis. Toronto, Coach House, 1980
- Spencer & Groulx. Vancouver, William Hoffer, 1985
- Quarters. Prince George, Gorse Press, 1991 (Gewinner, bp Nichol chapbook award 1991)
- Do Sink. Vancouver, Pomflit, 1992 (Gewinner, bp Nichol chapbook award, 1992).
- Sweetly. Vancouver, Wuz, 1992
- Blondes on Bikes. Ottawa, Above Ground, 1997
- A, You’re Adorable. Ottawa, Above Ground, 1998, 2004
- 6 Little Poems in Alphabetical Order. Calgary, House Press, 2000
- Some Writers. Calgary, House Press, 2001
- Joining the Lost Generation. Calgary, House Press, 2002
- Lost in the Library. Ellsworth, ME, Backwoods Broadsides, 2004
- Rewriting my Grandfather. Vancouver, Nomados, 2005
- Crows in the Wind. Toronto, BookThug, 2006
- A Knot of Light. Calgary, No Press. 2006
- Montenegro 1966. Calgary, No Press, 2007
- U.S. Sonnets. Vancouver, Pooka, 2007
- Eggs in There. Edmonton, Rubicon, 2007
- Some Answers. Mt. Pleasant, ON, LaurelReed Books, 2007
- Horizontal Surfaces. Edmonton, Olive Collective, 2007
- Tocking Heads. Edmonton, above/ground, 2007
- There Then. Prince George, Gorse Press, 2008
- Animals, Beasts, Critters. Vancouver, JB Objects, 2008
- Valley. Calgary, No Press, 2008
- Fulgencio. Vancouver, Nomados, 2008
- According to Brueghel. North Vancouver, Capilano, 2008
- Shall I Compare. Penticton, Beaver Kosmos, 2008
- A Little Black Strap. St. Paul, Unarmed, 2009

Memoiren
- The Moustache: remembering Greg Curnoe. Toronto, Coach House, 1993
- A Magpie Life. Toronto, Key Porter, 2001
- Cars. Toronto, Coach House Books, 2002
- Baseball Love. Vancouver, Talonbooks, 2006

Sachbuch (Geschichte)
- Bowering’s B.C.. Toronto, Viking, 1996. Penguin, 1997
- George Bowering: Egotists and Autocrats: The Prime Ministers of Canada. Viking, Toronto, New York City 1999, ISBN 978-0-670-88081-2. Ebenso veröffentlicht 2000 von Penguin Group, ISBN 9780140275506 OCLC 44545832
- Stone Country. Toronto, Viking, 2003. Penguin, 2004

Dramen
- The Home for Heroes. Vancouver, Prism, 1962
- What Does Eddie Williams Want?. Montreal, CBC-TV, 1966
- George Vancouver. Vancouver, CBC radio network, 1972
- Sitting in Mexico. Vancouver, CBC radio network, 1973
- Music in the Park. Vancouver, CBC radio network, 1986
- The Great Grandchildren of Bill Bissett’s Mice. Vancouver, CBC radio network, 1989

Herausgeber
- The 1962 Poems of R.S. Lane. Toronto, Ganglia Press, 1965
- Vibrations: poems of youth. Toronto, Gage, 1970
- The Story so Far. Toronto, Coach House, 1972
- The City in her Eyes. by David Cull, Vancouver, Vancouver Community Press, 1972
- Imago Twenty. Vancouver, Talon, 1974
- Cityflowers. von Artie Gold, Montreal, Delta Canada, 1974
- Letters from Geeksville: letters from Red Lane 1960–64. Prince George, Caledonia Writing Series, 1976
- Great Canadian Sports Stories. Ottawa, Oberon, 1979
- Fiction of Contemporary Canada. Toronto, Coach House, 1980
- Loki is Buried at Smoky Creek: selected poems of Fred Wah. Vancouver, Talon, 1981
- My Body was Eaten by Dogs: selected poems of David McFadden. Toronto, M&S, New York, CrossCountry, 1981
- 1945-1980,. in Introduction to Poetry: British, American, Canadian, David and Lecker, Toronto, Holt, Rinehart, and Winston, 1981
- The Contemporary Canadian Poem Anthology. Toronto, Coach House, 1983
- Sheila Watson and The Double Hook: the artist and her critics. Ottawa, Golden Dog Press, 1984
- Taking the Field: the best of baseball fiction. Red Deer, RDC Press, 1990
- Likely Stories: a postmodern sampler. Toronto, Coach House Press, 1992. WithLinda Hutcheon
- An H in the Heart: Selected works of bpNichol. Toronto, McClelland & Stewart, 1994. With Michael Ondaatje
- And Other Stories. Vancouver, Talonbooks, 2001
- The 2008 Griffin Poetry Prize Anthology. Toronto, House of Anansi, 2008
- The Heart Does Break. Toronto, Random House, 2009. With Jean Baird

Herausgeber von Literaturmagazinen
- Tish. Vancouver, 1961–1963
- Imago. Calgary, London, Montreal, Vancouver, 1964–1974.
- Beaver Kosmos Folios. Calgary, London, Montreal, Vancouver, 1966–1975

## Auszeichnungen und Nominierungen
- 1980: Governor General’s Award for Fiction, Burning Water
- 2001: Shortlist Dorothy Livesay Poetry Prize, His Life
- 2011: Lieutenant Governor’s Award for Literary Excellence